# Картозия, Борис Арнольдович
Борис Арнольдович Картозия (род. 23 ноября 1940) — советский и российский учёный-горняк, специалист в области комплексного использования подземного пространства. Доктор технических наук, профессор Московского горного института. Лауреат Государственной премии СССР, премии Правительства Российской Федерации в области науки и техники, премии Правительства Российской Федерации в области образования, премии имени академика А. А. Скочинского, заслуженный деятель науки Российской Федерации.

## Биография
Борис Арнольдович Картозия родился 23 ноября 1940 года в семье Арнольда Теймуразовича Картозии, высокопоставленного работника угольной промышленности СССР. Отец занимал должности начальника Главцентрошахтостроя в Министерстве угля СССР, затем должности замначальника отдела в Госплане СССР по строительству в угольной промышленности, затем заместителем начальника отдела угольной, торфяной и сланцевой промышленности Госплана, поэтому с карьерой в горном деле у Бориса Арнольдовича проблем быть не могло.  В 1963 г. окончил с отличием Московский горный институт (ныне — один из институтов НИТУ «МИСиС») по специальности горного инженера-шахтостроителя, и три года работал сменным инженером на строительстве станции «Таганская» Краснопресненского радиуса в СМУ-6 Мосметростроя.
В 1966 г. профессор Н. М. Покровский пригласил его на учёбу в аспирантуру при кафедре «Строительство подземных сооружений и шахт» МГИ. Окончив аспирантуру и защитив кандидатскую диссертацию, Б. А. Картозия работал ассистентом, затем доцентом на кафедре.
В 1979 г. защитил докторскую диссертацию. В 1975—1976 гг. прошел научную стажировку в Высшей национальной горной школе г. Нанси, Франция. С 1979 по 1987 г. — профессор, заведующий кафедрой «СПС и Ш» МГГУ. С 1987 по 2007 г. — первый проректор, заведующий кафедрой «СПС и Ш» МГГУ. В настоящее время — профессор кафедры СПСиГП НИТУ «МИСиС», советник
ректората университета.

## Научная и образовательная деятельность
Основная проблематика научных интересов Б. А. Картозия — освоение подземного пространства, и в совокупности его научные работы способствовали развитию перспективного направления — комплексного освоения подземного пространства недр.
Им установлены общие закономерности влияния горно-строительных технологий на механическое состояние породных массивов; теоретически обоснованы положения об искусственных (технологических) неоднородностях как концентраторах напряжений; сформулированы принципы управления напряженно-деформированным состоянием породных массивов путем регулирования параметров горно-строительных технологий. Разработаны методы оценки напряженно-деформированного состояния массива с учетом влияния различных технологических воздействий. Усовершенствованы способы повышения устойчивости выработок в сложных геомеханических условиях на основе внедрения управляемых технологий крепления — «крепь регулируемого сопротивления».
Большой личный вклад Б. А. Картозия внес в формирование методологических основ науки «Строительная геотехнология», включенной РАН в новую классификацию горных наук. Результаты научных исследований по совершенствованию конструкций подземных сооружений и технологии их строительства, выполненные лично им и под его руководством, успешно внедрены при строительстве угольных шахт и рудников России и Украины, а также подземных сооружений в г. Москве.
Им единолично и в соавторстве опубликовано 197 научных работ, в том числе изданы 9 монографий, 13 учебников и учебных пособий, зарегистрированы 13 изобретений и 1 патент. Он является соавтором научного открытия — «Явление возникновения самонапряженного состояния горной породы, сформировавшейся под действием внешних сил». Он подготовил 4 докторов и 15 кандидатов технических наук для высших учебных заведений, научно-исследовательских и проектных организаций России, Украины, Грузии, Болгарии, Китая и Вьетнама.

## Признание
По результатам научных исследований в 1988 г. Б. А. Картозия был удостоен Государственной премии СССР в области науки и техники, в 1996 г. — премии им. акад. А. А. Скочинского, в 1999 г. — премии Правительства РФ в области науки и техники, в 2005 г. — премии правительства РФ в области образования.
Высокое общественное признание научной и педагогической деятельности Б. А. Картозии отмечено многими званиями и наградами, в том числе медалями «За трудовую доблесть», «В память 850 летия Москвы», почетным знаком «Шахтерская слава» всех трех степеней, нагрудным знаком Государственного комитета СССР по народному образованию «За отличные успехи в работе», серебряной медалью ВДНХ.

## Семья
Отец: Арнольд Теймуразович Картозия (1909—1979) — советский хозяйственный деятель, руководитель шахтного строительства.
Сын: Николай Борисович Картозия (род. 5 мая 1978, Москва) — российский телевизионный деятель, медиаменеджер, генеральный директор телеканала «Пятница!»